# Scherbe (Einheit)
Unter Scherbe (auch: Schirbe oder Schirbel) verstand man im Harzer Bergwerk Rammelsberg bei Goslar allgemein ein Gefäß mit festgelegten Abmessungen, und es sollte als sogenanntes Stollenmaß etwa 1 Scheffel betragen.
Das Gefäß als Laufkarren war ein Holzkasten mit den Abmessungen:
- Länge: 1 ¼ Ellen; Breite: ¾ Ellen; Höhe: ½ Elle

und wurde als Scherbenkarren bezeichnet, da er einen Scherben fasste. Man maß damit die vorgetriebene Gänge.
In anderer Anwendung nutzte man den Schirben bei der Erzverhüttung zur Schlackenmengenermittlung. Schirbel nannte man auch ein Stück gefrischtes Eisen.
Aus dem Scherbenkarren abgeleitet wurde auch die Masseneinheit mit dem Namen belegt.
Das Maß von 2 Karren hatte ein Gewicht von 3 ¼ bis 3 ½ Zentner
- 70 bis 90 von diesem Maß ergaben 1 Treiben

Im Königreich Hannover war für Kohlen und Kalk das Maß
- 1 Scherben = 29 Zoll Länge mal 19 Zoll Breite mal 13 ½ Zoll Höhe = 4,3 Kubikfuß[1]